# Imperator torosus
Imperator torosus är en sopp som beskrevs av Elias Fries och Christopher Theodor Hök 1835 som Boletus torosus i släktet Boletus. Den gjordes till typart för det nybildade släktet Imperator 2015.

## Källor

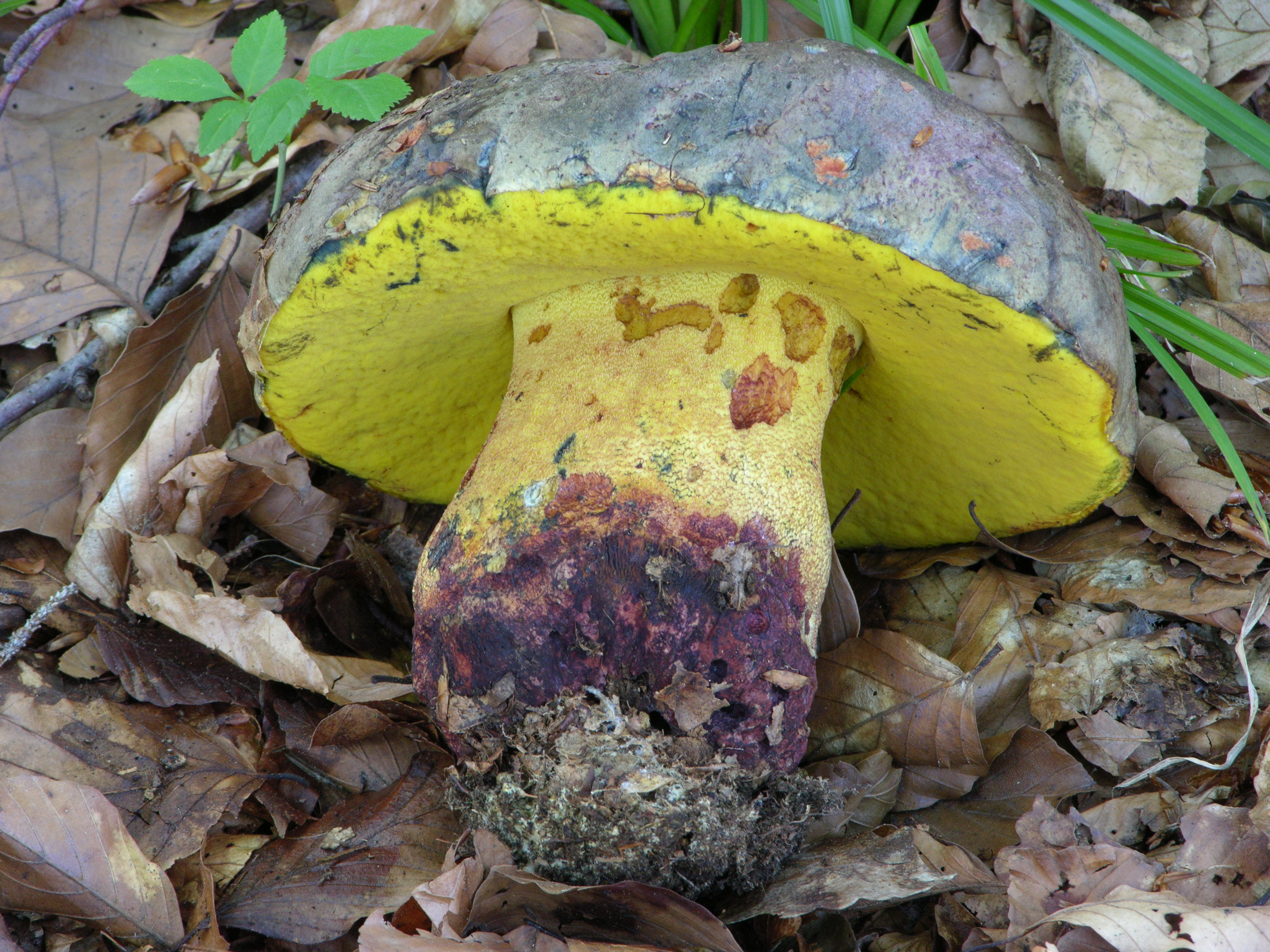
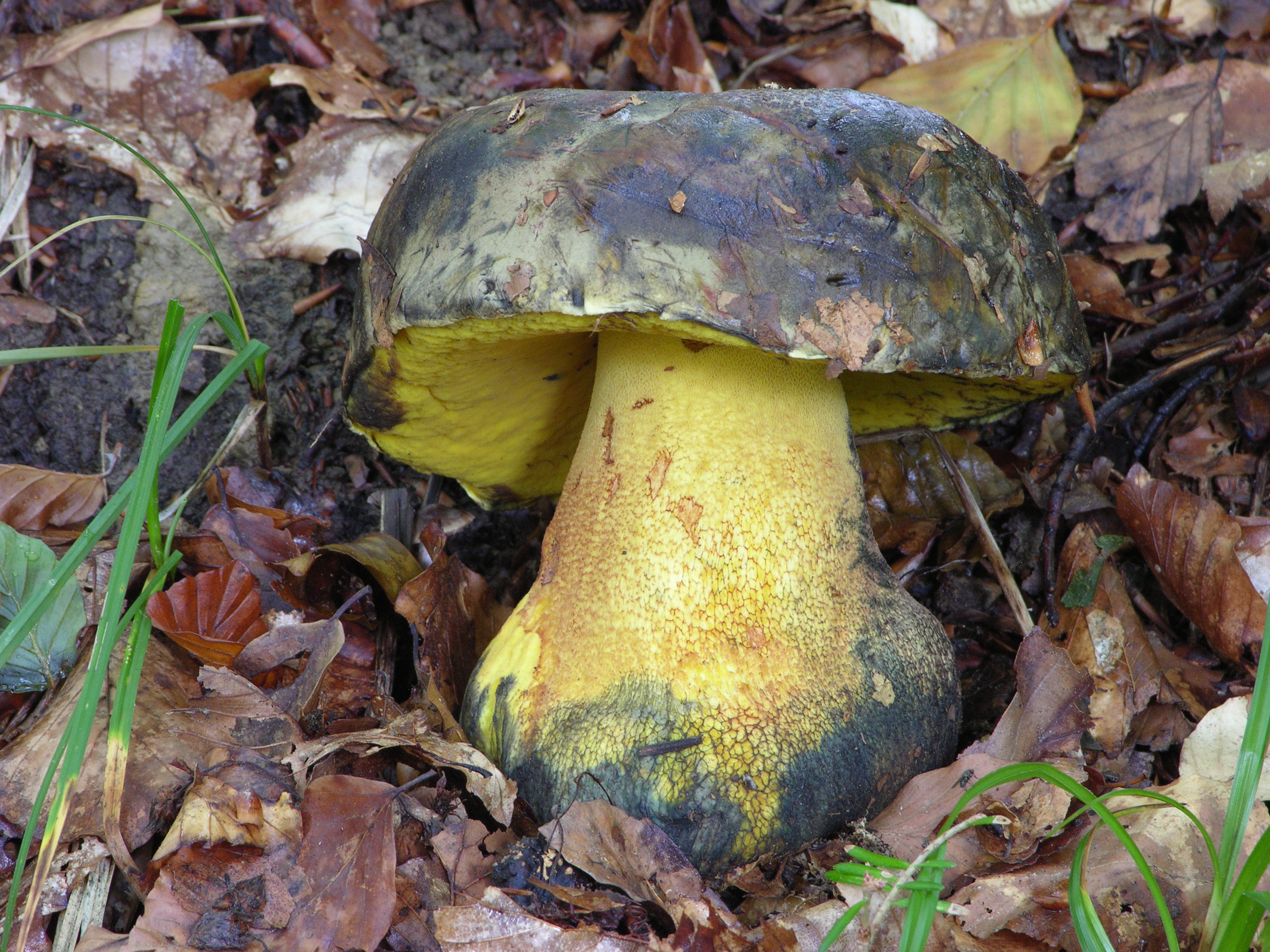
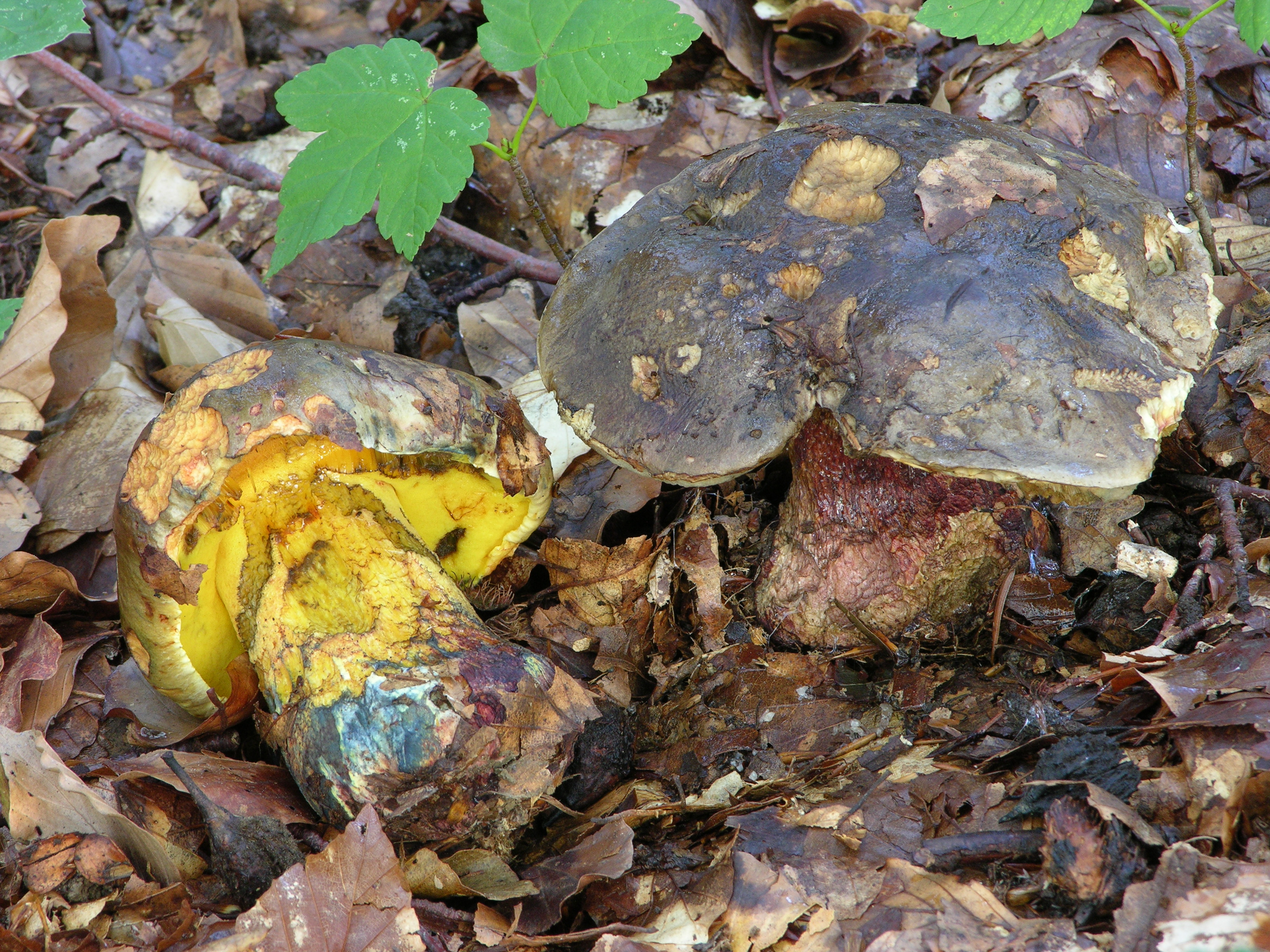